# Mosby Glacier
Mosby Glacier är en glaciär i Antarktis. Den ligger i Västantarktis. Argentina, Chile och Storbritannien gör anspråk på området. Mosby Glacier ligger 269 meter över havet.
Terrängen runt Mosby Glacier är huvudsakligen kuperad, men åt sydväst är den platt. Mosby Glacier ligger nere i en dal. Trakten är obefolkad. Det finns inga samhällen i närheten.